# Grania Davis
Grania Eve Kaiman Davis (17 de julho de 1943 - 28 de abril de 2017) foi uma autora e editora norte-americana de romances e contos de ficção científica e fantasia. Ela foi a editora principal do trabalho publicado postumamente de seu ex-marido, Avram Davidson. Seus contos apareceram em várias revistas de gênero, antologias e coleções "best of". The Boss in the Wall (1998, Tachyon Publications com Avram Davidson) foi indicado ao Nebula Award na categoria Best Novella.

### Como autora
- Proud Peacock and the Mallard (1976)
- Doctor Grass (1978)
- The Rainbow Annals (1980)
- The Great Perpendicular Path (1980)
- Moonbird (1986)
- Marco Polo and the Sleeping Beauty (com Avram Davidson, 1998)
- The Boss in the Wall: A Treatise on the House Devil (com Avram Davidson, 1998)
- Tree of Life, Book of Death: The Treasures of Grania Davis (coleção de contos, 2013)

### Como editora
- The Scarlet Fig: Or Slowly Through a Land of Stone (co-editor, com Henry Wessells,  2005)
- The Avram Davidson Treasury (co-editor, com Robert Silverberg, 1998)
- The Investigations of Avram Davidson (co-editor, com Richard A.  Lupoff, 1999)
- Everybody Has Somebody in Heaven: Essential Jewish Tales of the Spirit (co-editor, com Jack Dann, 2000)
- The Other 19th Century (co-editor, com Henry Wessells, 2001)
- ¡Limekiller! (co-editor, com Henry Wessells, 2003)
- Speculative Japan (co-editor, com Gene Van Troyer, 2007)